# 156-та окрема механізована бригада (Україна)
156-та окрема механізована бригада (156 ОМБр) — механізоване з'єднання Сухопутних військ України. Була створена у 2024 році, на зиму 2025 року тривало навчання,  із літа виконує бойові завдання на Сумщині.

## Історія формування
За словами Девіда Акса, станом на жовтень 2024 року 156-та бригада була однією з 14 бригад, нещодавно сформованих в Україні, і 10 з яких входили до складу Сухопутних військ України. Більшість цих бригад, у тому числі 156-та, були сформовані як піхотні бригади, але до жовтня 2024 року українські офіційні особи оголосили, що 156-ту буде посилено до механізованої бригади.
19 січня 2025 року Генштаб ЗСУ повідомив, що у бригаді працює комплексна група ГШ на чолі із полковником Олегом Апостолом. У бригаді виявили низку недоліків, готувалася заміна частини керівництва і доукомплектування бригади досвідченим особовим складом. На той час військова частина завершила доукомплектування особовим складом та приступила до базової загальної військової підготовки за оновленою програмою і чекала на передачу техніки. Цим Генштаб показував бажання працювати над помилками, які стали у 155-й механізованій бригаді.

## Бойовий шлях
Із літа 2025 року бригада виконує бойові завдання на Сумщині, зокрема відбиває ворожі атаки поблизу села Юнаківка.

## Оснащення
Бронетехніка і бронеавтомобілі:
- БТР-60Д[6]
- Т-64БВ зр. 2022[7]
- M113[7]
- Козак-5[7]

Артилерія:
- МП-120[7]
- УПІК-82[7]
- Д-30[7]
- M109[8]

Автотехніка:
- Урал-4320[7]

Стрілецька і піхотна зброя:
- TOW 2[7]
- Снайперська гвинтівка Драгунова[7]
- UAR-10[7]
- АК-74[7]

## Втрати
- 3 вересня 2024 - Ігнатенко Андрій Володимирович, 55 років. Старший сержант, головний старшина, командир відділення зв’язку взводу зв’язку третього піхотного батальйону. Загинув у місті Полтава в результаті ракетного обстрілу[9].

## Командування
- на 2025: полковник Гупалюк Юрій Ігорович[10]